# Robert Roth (aktor)
Robert Roth (ur. 28 października 1972 w Bratysławie) – słowacki aktor.

## Życiorys
Kształcił się w bratysławskim konserwatorium. Od 2000 roku jest związany ze Słowackim Teatrem Narodowym (SND). W 2000 roku został nominowany do nagród DOSKY za rolę Ariela w szekspirowskiej Burzy. W SND grał jeszcze w innych sztukach Szekspira (Antoniusz i Kleopatra, Wieczór Trzech Króli). Wcielił się w postać Ubu w dramacie Ubu Król czyli Polacy i został uhonorowany nagrodą za występ aktorski. Zagrał także postać Artura w Tangu Mrożka. W 2010 otrzymał Krištáľové krídlo, a w 2008 został laureatem nagrody DOSKY za rolę Hamleta w Słowackim Teatrze Narodowym.